# Сомалийска тънкотела мангуста
Сомалийската тънкотела мангуста (Herpestes ochraceus) е малък бозайник, който се среща в Сомалия и съседните региони. Това е малък до средно голям хищник с тегло около 0,6 кг средно.
Видът е описан за първи път от Джон Едуард Грей през 1848 г. въз основа на екземпляр на мъжка кафяво-жълта мангуста, намерен в Сомалия.